# Doomsday Meteor
Pour plus de détails, voir Fiche technique et Distribution.
Doomsday Meteor est un film de science-fiction catastrophe américain de 2023, réalisé par Noah Luke, qui était également responsable de la photographie, avec Patrick Labyorteaux, Joseph Michael Harris, Anthony Jensen dans les rôles principaux, sorti en 2023. Le film a été produit par le studio The Asylum.

## Synopsis
Le Goddard Space Flight Center de Californie reçoit une alerte maximale, car un météore jusqu’alors inconnu est sur une trajectoire de collision avec la Terre. Venant de la direction du Soleil, il était difficile à détecter pour les scientifiques. Le corps céleste est trois fois plus grand que le mont Everest et se compose d’environ 98% de fer. Les scientifiques calculent qu’un impact provoquerait la fin du monde.
Par conséquent, le « Protocole de l’Apocalypse » entre en vigueur. Selon les calculs des scientifiques, le météore frappera la Terre dans six jours et douze heures. Plusieurs lasers de haute puissance sont mis en batterie. On espère que leur puissance de tir combinée sera suffisante pour dévier le météore. Lorsque le tir contre le météore est déclenché, le résultat est décevant : le corps céleste a changé de cap, mais va quand même entrer en collision avec la Terre. En dernier recours, le capitaine Evan Davies et son équipe de soldats, de scientifiques et d’ingénieurs sont envoyés vers le météore dans un vaisseau spatial. Ils doivent installer un puissant moteur-fusée sur le météore, qui le poussera sur une trajectoire évitant la Terre.

## Distribution
- Patrick Labyorteaux : Général Ferris
- Joseph Michael Harris : Captain Evan Davis
- Anthony Jensen : Dr. Rick Edwards
- Karan Sagoo : Captain Mills
- Caroline Williams : Stiles
- Eva Ceja : Williams
- Sharon Désirée : Staff Sergeant Crane[1]
- Kennedy Porter : Jacobs
- Maxi Witrak : Turner
- Natalie Storrs : Lisa Davis
- Jeremiah Musgrove : Soldat
- Eve Vice : Soldat
- Christina Semaan : Soldat
- Jeremiah Krueger : Soldat
- Brett Justin Koppel : Tyler Rob[2]

## Production
Le tournage s’est déroulé principalement dans un studio de cinéma à Burbank (Californie) aux États-Unis.
Le film est sorti le 28 avril 2023 aux États-Unis, son pays d’origine, et en France il est sorti en VOD le 29 août 2023. En Allemagne, le film est distribué en DVD et Blu-ray depuis le 26 janvier 2024.

## Réception critique
Le film obtient le score de 11% sur Rotten Tomatoes. Sur l’Internet Movie Database, le film a une note de 4,0 sur 10,0 étoiles possibles avec 70 votes exprimés (en décembre 2023).